# Limulus polyphemus
El cangrejo herradura del Atlántico (Limulus polyphemus)  es una especie de quelicerado xifosuro de la familia Limulidae. Llega a alcanzar 60 cm de largo y 30 cm de ancho. A pesar de su nombre, esta especie está más próxima a las arañas y escorpiones (arácnidos), que a los cangrejos (crustáceos), con los que no guarda ninguna relación. Habita en las zonas costeras y los estuarios fluviales.
Se encuentra amenazado de extinción y reduciendo sus poblaciones de una forma lenta pero constante. Las causas que se han relacionado con esta situación son el cambio climático que acelera las emisiones de gases de invernadero y también la sobrepesca y captura para aprovechamiento por la industria farmacéutica de su hemolinfa (sangre) en ensayos de toxicidad de medicamentos.

## Nombres comunes
Los cangrejos herradura; se conocen también como cangrejos cacerola, cangrejos bayoneta, cacerola de Las Molucas, cacerolitas de mar, cangrejos del Japón, tanquecitos de mar, cucarachas marinas (nombre vulgar que comparte con las especies Chiton y Squilla mantis), ostroreps o límulos. Aunque, como sucede habitualmente con los nombres comunes, estas denominaciones tienen carácter regional y refieren indistintamente a individuos de diversas especies dentro de la misma familia.

## Descripción
Vistos desde arriba, tienen un caparazón quitinizado en forma de cúpula, de la que surge una larga cola puntiaguda sin funciones defensivas, sino para permitir la alimentación cuando está entrerrado en la arena del fondo marino. Presentan el cuerpo dividido en dos segmentos (tagmas), que, desde adelante hacia atrás, son llamados prosoma (cabeza y tórax indiferenciados) y opistosoma. No presentan antenas ni mandíbulas, pero en cambio tienen un par de quelíceros bucales en posición ventral, junto a cinco pares de patas con funciones de desplazamiento del animal. Los pedipalpos de los arácnidos aquí tienen función de patas por lo que posee cinco pares, en lugar de cuatro.
Se alimenta de moluscos, gusanos y otros invertebrados. Pasa gran parte de su vida enterrado en la arena, donde captura a sus presas. Las hembras ponen unos 100.000 huevos a lo largo de su vida.
En cuanto a distribución, el cangrejo herradura del Atlántico se encuentra normalmente en el golfo de México, a lo largo de las costas del Atlántico Norte. La población de cangrejo herradura se extiende desde la Península de Yucatán hasta el norte de las costas del estado de Maine (EE. UU.), pero es más común encontrarlos en la región del Atlántico entre Virginia y Nueva Jersey.

## Otras especies
Hay otras tres especies incluidas bajo el nombre de cangrejos herradura. El cangrejo herradura japonés (Tachypleus tridentatus) que se encuentra en el mar interior de Seto y se considera una especie en peligro debido a la pérdida de hábitat. Otras dos especies se encuentran a lo largo de la costa este de la India e Indonesia: Tachypleus gigas y Carcinoscorpius rotundicauda. Las cuatro especies son bastante similares en forma y comportamiento y fuente de diferencias entre distintos taxónomos.

### Consumido como alimento
Otra fuente de amenaza a la supervivencia de estos animales reside en su captura excesiva como alimento, de acuerdo con las costumbres gastronómicas en algunos países de Extremo Oriente, principalmente Vietnam. Aunque en realidad, son las especies asiáticas las amenazadas para ingesta humana, la especie americana (L. polyphemus) está sometida a sobrecaptura para su uso como carnada o cebo en la pesca del pulpo.

## Sangre y sus usos médicos
La sangre o hemolinfa de los cangrejos herradura contiene una proteína llamada hemocianina (que incluye dos átomos de cobre), responsable del transporte del oxígeno a través del organismo del animal, similar a la hemoglobina de los vertebrados, que contiene un átomo de hierro. La hemocianina es incolora cuando no contiene oxígeno, mientras que se vuelve azul oscuro cuando sí lo transporta o cuando el animal sangra y la hemolinfa se ve expuesta al aire.
Pero desde el punto de vista del uso farmacológico, son un tipo de células contenidas en la hemolinfa las realmente importantes. Dichas células sanguíneas llamadas amebocitos, semejantes a los leucocitos de los vertebrados, reaccionan ante las endotoxinas bacterianas produciendo la coagulación de la hemolinfa como reacción de protección. El extracto de amebocitos de este animal, que en inglés se conoce como Limulus Amebocyte Lysate (LAL) se usa para verificar la presencia de toxinas en inyectables parenterales, particularmente los lipopolisacáridos (LPS), encontrados en la membrana exterior de las bacterias Gram negativas, los pirógenos más importantes.
Este método se usa como alternativa al Rabbit Pyrogen Test o RPT, que consiste en inocular a un conejo con la sustancia de ensayo y verificar posteriormente si el conejo desarrolla un proceso febril. Frente al método LAL, el RPT es más lento, no ofrece resultados cuantitativos y además pueden existir otros factores que alteren el estado del conejo, aunque el espectro de aplicación sea mayor.
Otro novedoso uso de la sangre de este animal es un test rápido de detección de posibles infecciones en astronautas para su tratamiento inmediato. El dispositivo, llamado LOCAD-PTS (Lab-On-A-Chip Application Development Portable Test System, en inglés), ha sido probado en la Estación Espacial Internacional, ISS.

## Origen
Los cangrejos herradura son parientes de los eurípteros (escorpiones marinos), cuyos primeros fósiles aparecieron al mismo tiempo. Son bastante antiguos. Estaban definitivamente presentes en el primer Ordovícico, hace 450 millones de años, en un medio tipo esquisto de Burgess. Su forma corporal no ha cambiado mucho desde entonces, aunque los fósiles de este grupo son escasos. El cangrejo herradura del Atlántico en sí no tiene ningún registro fósil, y el género Limulus se remonta sólo unos 20 millones de años, no 200 millones.
El orden al que pertenecen, Xiphosura, es basal a un clado de Eurypterida y de Arachnida. Se estima que el xifosuro se apartó del arácnido hace 480 millones de años.

### Evolución
Debido a que son famosos como "fósiles vivientes", el registro evolutivo y la genética de los cangrejos de herradura han sido estudiados con interés.
1. Está claro que ha habido evolución y adaptación dentro de la forma corporal general.[30][31]
2. Desde hace unos 200 millones de años, se han producido pocos cambios visibles. "Limulus... es morfológicamente muy similar a formas que vivieron hace unos 200 millones de años".[30] "Las especies vivientes del género Limulus, son virtualmente idénticas a las especies fósiles de una familia diferente que existió hace 150 millones de años".[32]
3. El análisis genético y molecular de Limulus deja claro que el animal tiene tanta variabilidad genética como cualquier otra especie normal.[33]